# Брасенос-колледж
Брасенос-колледж (иногда Брейзноуз-колледж; Brasenose College (BNC), официально King’s Hall and College of Brasenose) — один из колледжей Оксфордского университета. Основан в 1509 году.
Среди его видных выпускников лауреат Нобелевской премии по литературе Уильям Голдинг, актёр и писатель Майкл Пейлин, премьер-министр Великобритании Дэвид Кэмерон.